# Jerzy Trzanowski
Jerzy Trzanowski (cz. Jiří Třanovský, słow. Juraj Tranovský, łac. Georgius Tranoscius; ur. 27 marca lub 9 kwietnia 1592 w Cieszynie, zm. 29 maja 1637 w Liptowskim Mikułaszu) – pastor, tworzący w języku czeskim i łacińskim pisarz religijny.
Rodzina Trzanowskich pochodziła z Trzanowic pod Cieszynem, gdzie urząd wójta sprawował pradziad Jerzego - Adam, zmarły w wieku 103 lat. Dopiero ojciec Jerzego, Walenty, osiedlił się w Cieszynie, gdzie pracował jako konwisarz. Doszedł do stopnia mistrza cechu. Poślubił Jadwigę Zientek, pochodzącą ze Śmiłowic. W 1587 roku kupił dom w Cieszynie (na rogu ulicy Głębokiej i Starego Targu), za który raty spłacał do 1593 roku.
Jerzy był najstarszym dzieckiem swoich rodziców. Naukę rozpoczął w szkołach w Cieszynie, następnie Gubinie i Kołobrzegu. W latach 1607–1611 studiował na uniwersytecie w Wittenberdze. Następnie pracował jako nauczyciel w Pradze i Trzeboniu w Czechach i jako pastor w miejscowościach Holešov i Valašské Meziříčí na Morawach, aby w 1625 powrócić do Cieszyna. W roku 1626 podjął pracę jako nadworny kaznodzieja protestanckich hrabiów Sunegków z Bielska, lecz w 1627 musiał stamtąd uciekać do posiadłości Sunegkhów na Słowacji. Następnie był kaznodzieją na zamku w Orawie, a od 1631 pastorem w Liptowskim Mikułaszu, gdzie zmarł.

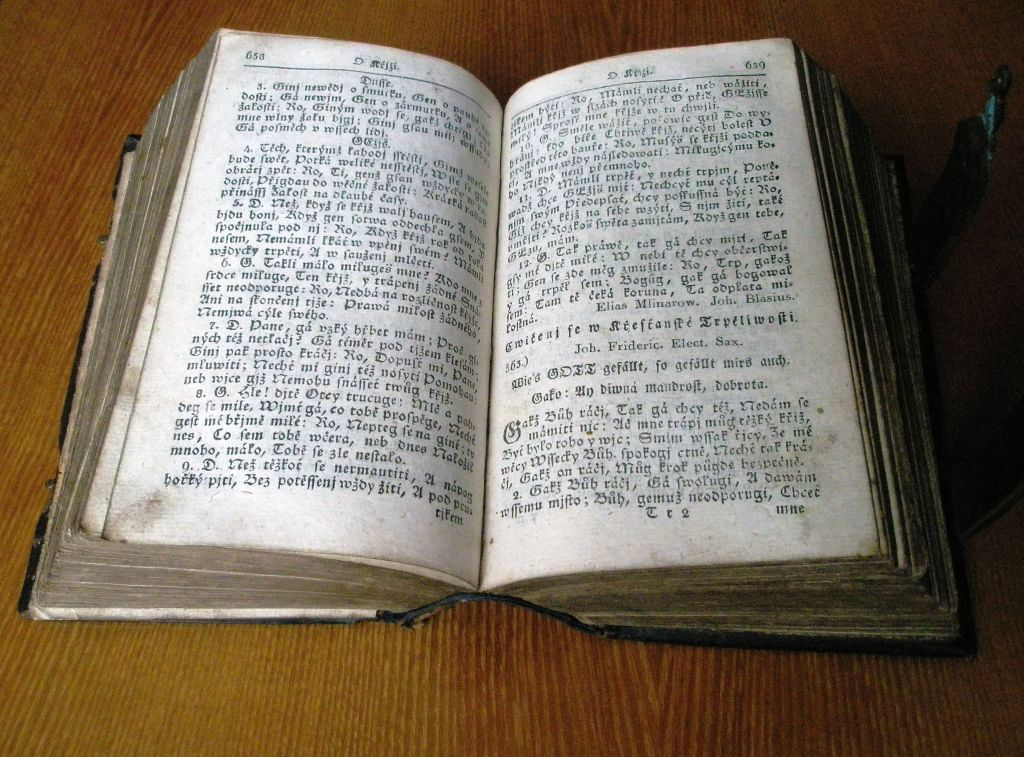
Cithara sanctorum, wydanie z 1828 r.

Najważniejszym dziełem Trzanowskiego jest Cithara sanctorum, wydana w Lewoczy w 1636. Ten czeski kancjonał zawierający ponad 400 pieśni doczekał się przynajmniej 215 wydań, był używany jeszcze w XX w. i odegrał ogromną rolę w krzewieniu idei reformacji w krajach słowiańskich, w tym Polsce. Z tego powodu Trzanowski zwany jest „Słowiańskim Lutrem”.
W 2017 roku powstało nowe tłumaczenie części kancjonału pod nazwą Pieśni duchowe. Z kancjonału Cithara sanctorum, w tłumaczeniu Zbigniewa Macheja. Przekład został wyróżniony Nagrodą „Literatury na Świecie” w kategorii poezja.